# Chess History & Literature Society
Die Chess History & Literature Society (CHLS) ist eine internationale Vereinigung von Schachforschern, die möglichst die gesamte bekannte Schachliteratur in einer zentralen Datenbank sammeln möchte. Des Weiteren fördert die Vereinigung Neuauflagen von historischen Schachbüchern.

## Gründung
Die Gesellschaft wurde als Ken Whyld Association (KWA) am 21. November 2003 in Braunschweig gegründet auf Initiative von Jurgen Stigter. Stigter ist ein Schachsammler und Bibliograph aus Amsterdam. Namensgeber für die Vereinigung ist der britische Schachhistoriker Ken Whyld. Zum Zeitpunkt der Gründung hatte die KWA mehr als 75 Mitglieder. Im Oktober 2012 waren es über 180, darunter der deutsche Großmeister und Schachsammler Lothar Schmid. 2012 war Guy Van Habberney (Belgien) Vorsitzender, Andy Ansel (Vereinigte Staaten) sein Stellvertreter.
Im August 2017 weist die Homepage der Organisation knapp 200 Mitglieder aus. Vorsitzender ist Robert van de Velde, sein Interims-Stellvertreter ist John Donaldson.

## Umbenennung
Im Juni 2017 beschloss die Vereinigung, sich in Chess History & Literature Society, founded as Ken Whyld Association (CHLS) umzubenennen.

## Vorgehensweise
Zunächst sollen alle zugänglichen Datenbanken und Kataloge – auf Papier und auf Datenträger – in die zentrale Datenbank zusammengeführt werden. Dies ist aufwändig, da die verschiedenen Datenbanken unterschiedlich strukturiert sind (Datenfelder, Sortierung …). Parallel arbeiten die Mitglieder ihre eigenen Sammlungen in die Datenbank ein.

## Neuauflagen historischer Schachbücher
- Cezary W. Domanski, Tomasz Lissowski:  Der Großmeister aus Lublin – Wahrheit und Legende über Johannes Hermann Zukertort. ISBN 3-935800-03-7.